# Mason Thames
Mason Thames (Dallas, 10 luglio 2007) è un attore statunitense.

## Biografia
Nato a Dallas nel 2007, ha esordito sul piccolo schermo nel 2019, interpretando Daniel Stevens in tre episodi di For All Mankind. Nel 2021 ha interpretato il protagonista Finney Blake nel film horror di Scott Derrickson Black Phone; nello stesso anno si è unito al cast di Walker, interpretando Cordell Walker da adolescente nelle prime due stagioni della serie.
Interpreta il protagonista Hiccup Horrendus Haddock III nell'adattamento cinematografico remake live-action del primo film d'animazione della serie DreamWorks Dragon Trainer, e riprenderà il suo ruolo nel seguito di Black Phone, sempre diretto da Derrickson. L'uscita di entrambi i film è prevista per il 2025.

## Filmografia

### Cinema
- Black Phone (The Black Phone), regia di Scott Derrickson (2021)
- Incoming - I nuovi arrivati (Incoming), regia di Dave Chernin e John Chernin (2024)
- Monster Summer, regia di David Henrie (2024)
- Dragon Trainer (How to Train Your Dragon), regia di Dean DeBlois (2025)
- Black Phone 2, regia di Scott Derrickson (2025)

### Televisione
- For All Mankind - serie TV 3 episodi (2019)
- Walker - serie TV, 3 episodi (2021-2022)

## Doppiatori italiani
Nelle versioni in italiano delle opere in cui ha recitato, Mason Thames è stato doppiato da:
- Lorenzo Del Romano in Incoming - I nuovi arrivati
- Diego Follega in Black Phone
- Lorenzo D'Agata in Dragon Trainer